# Route nationale 796
Die Route nationale 796, kurz N 796 oder RN 796, war eine französische Nationalstraße, die von 1933 bis 1973 zwischen einer Kreuzung mit der Route nationale 155 östlich von Tremblay und Combourg verlief. Ihre Länge betrug 25 Kilometer.